# Клондајк (река)
Клондајк (Хан: Tr'ondëk) је притока реке Јукон у Канади која је дала име Златној грозници у Клондајку. Река Клондајк извире у планинама Огилви и улива се у реку Јукон у Досон Ситију.
Његово име потиче од ханске речи Тр'ондек (//) што значи камен чекић, алат који се користио за забијање кочића који су се користили за постављање мрежа за лососа .
Злато је откривено у притокама реке Клондајк 1896. године, чиме је започела златна грозница у Клондајку, а копа се и данас.
У причи Џека Лондона „Реликт из плиоцена” (Collier's Weekly, 1901), ова река се помиње као „Река ирваса”.